# Ведуга
Ве́дуга (Ведога) — река, протекающая по территории Семилукского района Воронежской области и Касторенского района Курской области, правый приток Дона.
Длина 94 км. Площадь бассейна 1570 км².

## Этимология
Лингвист М. В. Фёдорова название реки возводит к венгерскому глаголу véd — защищать, откуда vedők — защита, защитники. В. Н. Топоров придерживался гипотезы балтийского происхождения названия реки, сравнивая его с литовскими Vedega, Vadaga, Undega.

## Характеристика
Река не судоходна. Река представляет собой обычную небольшую речку срединной России. Извилиста. Река почти на всем своём протяжении не шире 10—15 метров. Глубина не более 3 метров (в самых глубоких омутах). Дно местами песчаное, есть пляжи, но в основном илистое, за несколько лет может полностью поменяться фарватер. Берега в основном представляют собой небольшие обрывы 1—3 метра высотой. Под обрывами река заросла ольхой, ивой. Вверху над обрывами находятся сельскохозяйственные поля. Вдоль реки много болотистых низменностей. Почти все берега заселены. Селения тянутся непрерывной цепью. В районе города Семилуки Ведуга с разных сторон омывает село Ендовище. Так же омывает село Гремячий Колодезь. В реке водятся раки, налим, щука, уклейка, карась, плотва, голавль; изредка встречается минога, в местном варианте называемая пескавой.
Местное население любит отдыхать на берегах. Делая в нижнем течении широкую петлю, река удобна для байдарочного маршрута (включающего выход в Дон): начало и конец маршрута находится у одной и той же железнодорожной станции. Однако маршрут малопопулярен из-за непривлекательного сельскохозяйственного ландшафта.
В реку впадают реки Ольшанка, Гнилуша (верхний и нижний притоки), Серебрянка, и Трещевка.
Исток реки находится в болоте около посёлка Малиновка Курской области. Впадает Ведуга в Дон в 20 км выше города Семилуки.